# Odprt grob
Odprt grob (izviren angleški naslov: Open Grave) je postapokaliptična zombi grozljivka iz leta 2013, delo režiserja Gonzaloa López-Gallegoa. V njem igrajo Sharlto Copley kot Jonah Cooke in Thomas Kretschmann, Joseph Morgan, Erin Richards, Josie Ho in Max Wrottesley v stranskih vlogah. Josie Ho igra lik, ki ne zna govoriti. Vsi liki razen mutastega, trpijo za izgubo spomina in se ne spomnijo ničesar iz njihovega življenja. Film spremlja njihov trud, da bi se spomnili svojih identitet in preteklosti, medtem ko jim nekakšni zombiji okuženi z virusom onemogočajo pobeg iz gozda v katerem so ujeti.

## Vsebina
Moški (Sharlto Copley) se zbudi v jarku polnem trupel in se ne spomni kako je prišel tja. V paniki kriči na pomoč, dokler mu ženska ne vrže vrvi, ki mu omogoči pobeg iz jarka.
Moški nato pride do hiše, kjer je še pet ljudi. Mutasta ženska, Nemec in trije Američani se ne spomnijo svojih identitet, čeprav kmalu začnejo dobivati prebliske in se spominjati nekaterih stvari (npr. zmožnost govorjenja tujih jezikov).
Najprej se začnejo prepirati in krivijo drug drugega, vendar kmalu ugotovijo kdo so. Moški brez osebne izkaznice je John Doe, Nemec je Lukas, ostali trije pa so Sharon, Nathan in Michael. Za mutasto žensko ni nobene osebne izkaznice. Lukas ne zaupa Johnu, še posebej, potem ko skupina razkrije sliko, na kateri so vsi z izjemo Johna. Na koledarju je označen datum čez da dni (18.) vendar nihče ne ve kaj bi se lahko takrat zgodilo.
Naslednje jutro skupina razišče okolico. John in Sharon najdeta zatočišče v katerem otrok Johna pokliče kot Jonah in se ga zelo boji. Otrok noče odgovoriti na katero od Jonahovih vprašanj zato sta s Sharon prisiljena pobegniti.
Medtem Michael zasliši krike v ozadju in jim sledi dokler ne najde moškega ujetega v bodečo žico. Moški ga prosi za pomoč, vendar Michaela napade in slednji kasneje umre zaradi ran.
Jonah dobi še nekaj prebliskov kako izvaja nasilje nad ljudmi in celo kak nekomu zlomi glavo na zidu. Skupina kmalu odkrije, da je po gozdu veliko trupel obešenih iz dreves.
Nathana napadejo ljudje podobni zombijem, vendar uspe preživeti.
Bolan Lukas najde posnetke na katerih Jonah izvaja eksperimente na njem in ostalih. V posnetkih Jonah pojasnjuje, da cepivo preprečuje širjenje okužbe, vendar ima nezaželen stranski učinek, da je prejemnik nezavesten več ur, s tem se tudi zmanjša pulz in povzroči začasno izgubo spomina ko se oseba prebudi.
Lukas onesposobi Jonaha, mu zveže roke in ga odvrže v jarek s trupli. Jonah se spet reši in v zapuščenem avtomobilu najde medicinske pripomočke, dokumente naslovljene nanj in sliko s Sharon, kar pomeni da sta se poznala že prej.
Jonah se končno začne spominjati, da mu je ime dr. Jonah Cooke in da so ostali njegova medicinska ekipa, ki je skušala ozdraviti kugo.
Jonah se pravočano umakne, ko vidi avto, ki ga proti njemu vozi zdaj skoraj popolnoma okužen Lukas. Jonah uspe prepričati Lukasa o tem, kaj se dogaja, toda Nemec umre, preden lahko dobi cepivo iz hladilnika, ki je bilo v bližnjem zapuščenem avtomobilu in ki naj bi bilo dostavljeno vojski.
Ko se Jonah vrača v hišo, da druge obvesti kaj se dogaja, njegovemu avtu zmanjka plina, ko se začne zora. V hiši se mutasta ženska skriva, medtem ko se Nathan in Sharon popolnoma vrne spomin. Nenadoma je hiša obkrožena z veliko skupino okuženih in v obupu Sharon napiše pismo Jonahu, ki pojasnjuje kaj se je zgodilo in kakšna je rešitev.
Razkrije mu da je mutasta ženska ključ do preživetja, saj je imuna na virus, ki je zdesetkal večino svetovnega prebivalstva in da je Jonah vodja medicinske ekipe, ki je poskušala preprečiti širjenje in, če je mogoče, zdraviti trenutno okužene. Lukas se je okužil nekaj tednov pred dogodki v filmi Jonah pa je vse skupaj cepil, tik pred tem, ko se je na začetku filma prebudil v jarku.
Zora 18. pride in Nathan se spominja, da je bil to datum, ko naj bi prišla reševalna ekipa. Zombiji okuženi okoli hiše, so nenadoma ustreljeni in vsi ostali so videti varni. Nathan odide ven iz hiše in se zahvaljuje osebam, ki so mu rešile življenje. Vendar pa vojaki dobijo ukaz, naj ne zapustijo preživelih. Nathana zato nenadoma  ustrelijo do smrti, medtem ko Sharon in Jonah, ki se je pravkar vrnil gledata.
Ko skušata pobegniti, Sharon zabode okužena ženska.
Jonah se odloči, da je zanje le malo možnosti, da bi se izognili usmrtitvi,  zato on in Sharon ponovno vzameta cepivo, tako da bosta videti mrtva dokler vojaki ne izginejo. Spet se vrneta v jarek iz začetka filma in Sharon da Jonahu pismo, ki ga je prej napisala in mu pove, da si mora zapomniti.
Jonah prehaja v nezavest in pismo pade iz njegovega prijema. Ko se kasneje zbudi, je Sharon zdaj mrtva zaradi njenih ran, čeprav Jonah ne ve kdo je. Mutasta ženska vrže vrv, da lahko Jonah spleza ven. Ko se spomin vrne, se skupaj z nemo žensko odpravita na potovanje na neznano lokacijo. V pismu je razvidno, da je mutasta ženska vir zdravila, saj je njena kri imuna na okužbo. Nazadnje Sharon sporoča Jonahu: "moja ljubezen, spomnim se vsega, bila sva zdravnika, ki bi skoraj našla zdravilo za grozljivo kugo, ki je svet dala v temo, mutasta ženska je odgovor, njena kri je imuna na virus zato jo moraš zaščititi. Povsod boš našel smrt in norost, vendar se moraš boriti, da končaš, kar smo začeli. Nimamo časa Jonah, ljudje še vedno čakajo, da bi se rešili, vem, da se ti bo spomin kmalu vrnil, in ko se se spomni, da te ljubim".
Na koncu filma Jonah in mutasta ženska prideta do še enega jarka trupel, ki sega več kilometrov. 

## Igralci
- Sharlto Copley kot John Doe/Jonah Cooke, M.D.
- Josie Ho kot mutasta ženska
- Thomas Kretschmann kot Lukas
- Joseph Morgan kot Nathan
- Erin Richards kot Sharon, M.D.
- Max Wrottesley kot Michael